# سيفي تتار
سيفي تتار (بالتركية: Seyfi Tatar)‏ (مواليد 26 مايو 1948) هو ملاكم تركي، مثّل بلاده في الألعاب الأولمبية الصيفية في دورتي 1968 و1972.

## روابط خارجية
سيفي تتار على موقع أوليمبيديا (الإنجليزية)